# Mahé (Seychelles)
Pour les articles homonymes, voir Mahé.
Mahé est la principale île Intérieure de l'archipel des Seychelles, dans l'océan Indien. Elle abrite la capitale, Victoria.

## Géographie

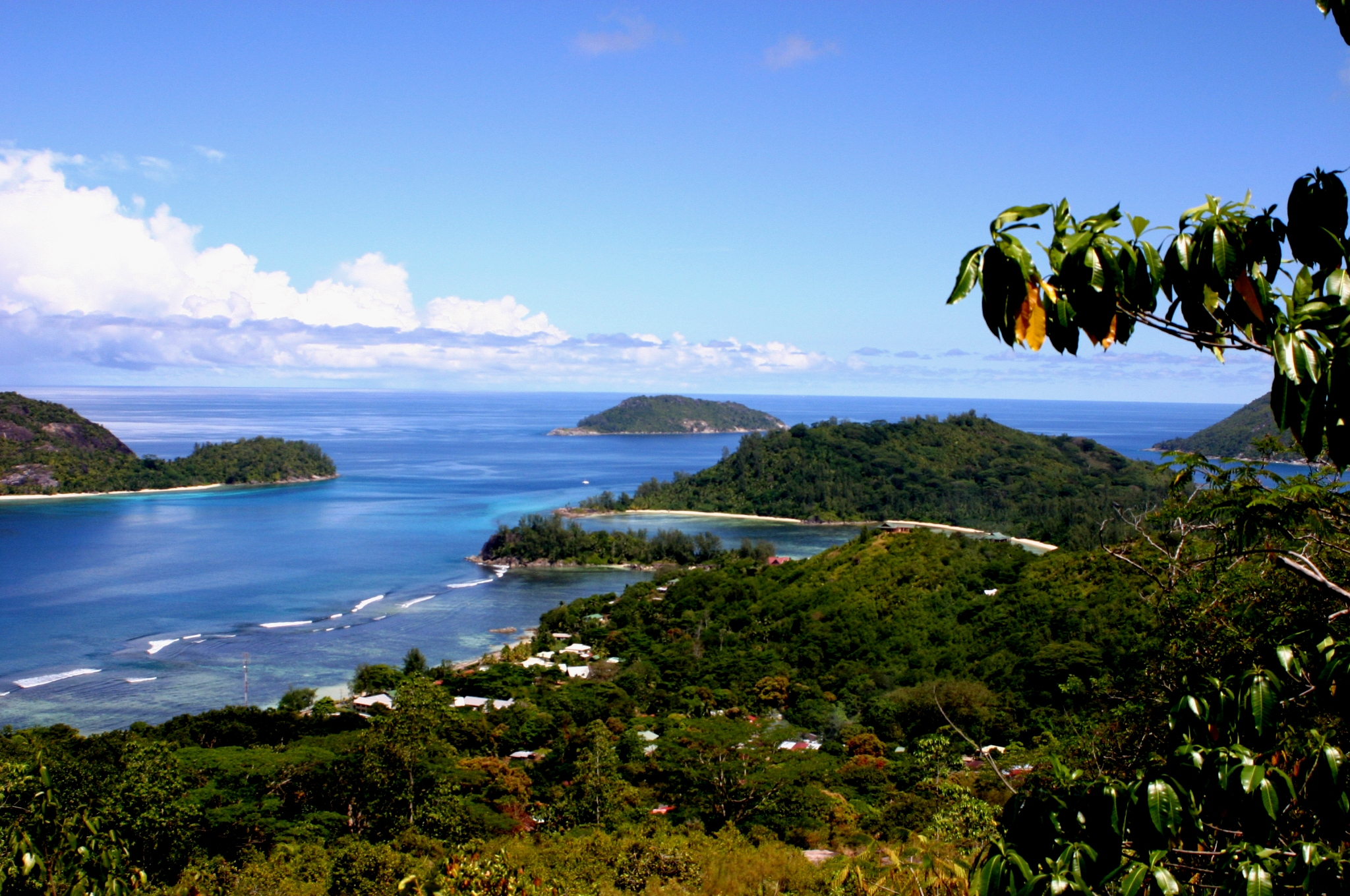
Vue de Mahé.

La superficie de Mahé est de 144 km2 (environ un tiers du pays). De nature granitique, l'île mesure environ 27 km de long sur 7 km de large. Le Morne Seychellois en est le point culminant.
Son centre est occupé par un parc national, d'altitude comprise entre 600 et 800 mètres, qui couvre plus de 20% de la superficie et n'est traversé que par une seule voie asphaltée, la route de sans soucis. 
22 des 25 districts des Îles Intérieures (hormis les 2 districts de Praslin et celui de La Digue) sont sur Mahé.
La population est de 77 000 habitants au recensement de 2010 (90 % environ de celle des Seychelles), dont plus de la moitié vit à Victoria. En 2014, on estimait à 350 le nombre de Chagossiens et de leurs descendants qui vivaient à Mahé. 

## Histoire
Le 21 décembre 1742, le capitaine Lazare Picault, commandant deux navires en mission de reconnaissance pour la Compagnie française des Indes orientales, sillone cette partie de l'Océan Indien et débarque sur l'île avec son équipage. Il la nomme tout d'abord l'île d'abondance et St-Lazare, son lieu d'ancrage sur la côte occidentale.
En 1744, sur ordre de Mahé de La Bourdonnais, Picault revient sur l'île pour une exploration plus approfondie,  et la rebaptise Mahé en hommage à son gouverneur.
Une première colonie permanente s'établit sur l'île de Sainte Anne, en 1770, sous le commandement de Jean-Charles Delaunay de la Perrière avec l'homme d'affaires Henri Brayer du Barré. L'objectif de cette implantation est d' exploiter les ressources en bois et tortues et d'établir une base de ravitaillement pour faciliter le trafic d'esclaves entre l'Afrique et l'île de France.
Le sol se révèlant par ailleurs favorable à la culture, une seconde colonie s'installe sur Mahé en 1771 pour exploiter des plantations.
À partir des années 1790, Mahé devient le port d'attache des navires de corsaires français. Une attaque anglaise a lieu le 16 mai 1794. L'administrateur Quéau de Quinssy, qui dispose en tout de 60 hommes armés, doit faire face aux 1 200 marins du commandant Henry Newcome. La capitulation signée dès le lendemain garantit aux Français le maintien de leurs possessions et de leur administration. Il faut attendre les défaites napoléoniennes de 1811 pour que l'Angleterre prenne possession de Mahé et des Seychelles. Quéau de Quinssy demeurera à son poste d'administrateur de 1793 jusqu'à sa mort en 1827.

### Faits divers
En 1877, le sultan de Perak (Malaisie) est assigné à résidence avec sa cour, sa famille et ses servirteurs.
En 1900, le roi Prempeh I de l'Empire ashanti (Ghana) est assigné à résidence avec sa famille.
C'est sur Mahé qu'a été découvert ce qui serait le document lancé à la foule par le pirate La Buse juste avant son exécution en 1730. Il s'agit d'un cryptogramme dont le décryptage n'a pas permis de connaitre ce qui serait le lieu où La Buse a caché son trésor.

## Personnalités liées
- Jean-Baptiste Quéau de Quinssy (1748 -1827), administrateur.

- Magie Faure-Vidot (1958-), poétesse.
- Danielle de Saint-Jorre (1941-1997), linguiste, enseignante, ambassadrice, ministre.
- Wavel Ramkalawan (1961-), homme politique seychellois.
- Joseph Belmont (1947-2022), homme politique seychellois.

- Abdallah Jaafar Moratham (en) (1842-1922), sultan de Perak.
- Prempeh I (1870-1931), roi de l'empire ashanti.